# Conspiración del harén

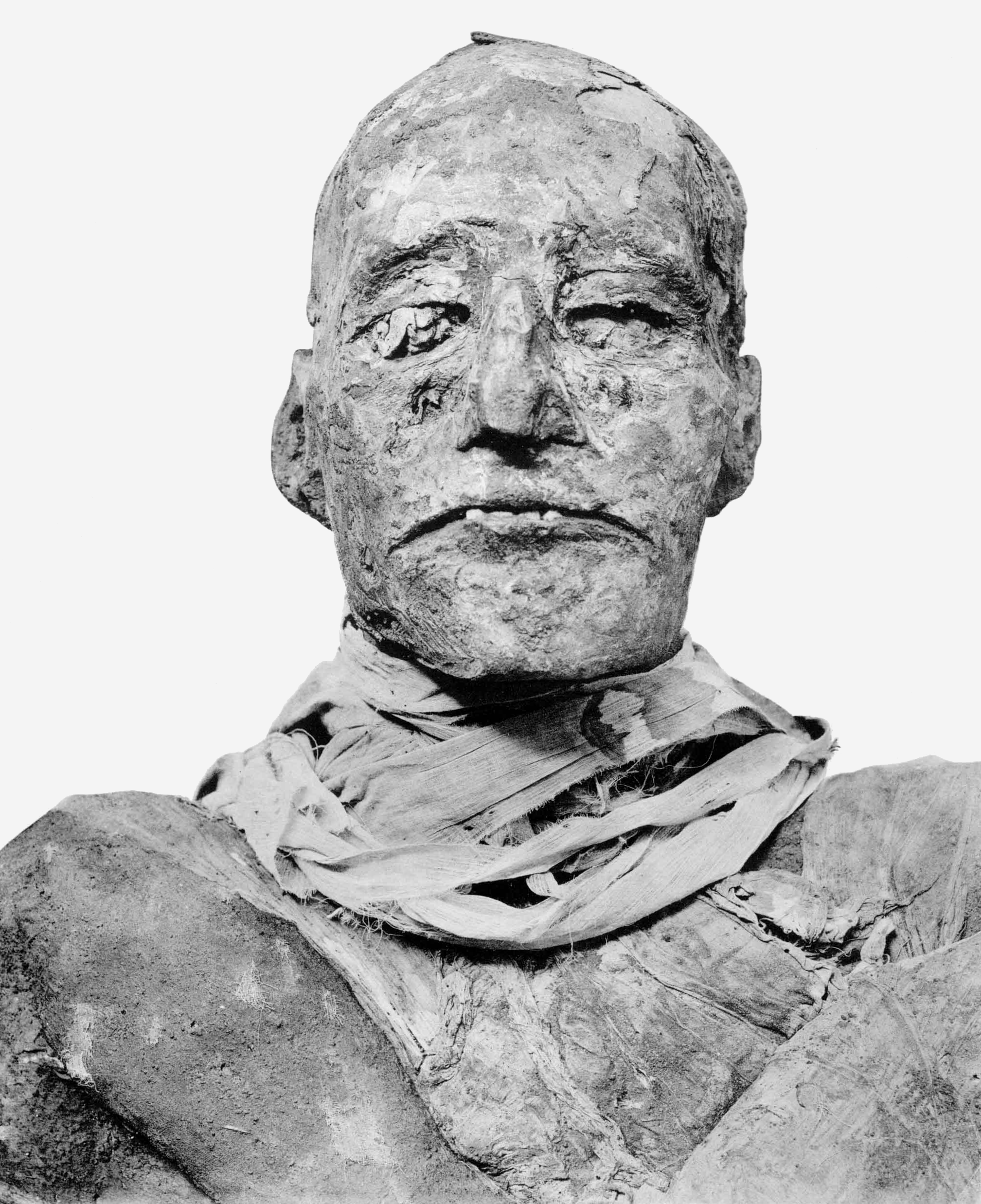
Momia de Ramsés III, víctima de la conspiración.

La conspiración del harén fue un complot para asesinar al faraón egipcio Ramsés III. La principal figura detrás del complot era una de las esposas secundarias del faraón, Tiye, que esperaba poner a su hijo  Pentaur en el trono en lugar del sucesor elegido por el faraón, Ramsés IV. El plan fue organizado por el oficial de la corte Pebekkamen. El complot tuvo éxito en causar la muerte del faraón, pero no logró establecer a Pentaur en el trono. Como consecuencia, los principales conspiradores fueron condenados y ejecutados.

## Ramsés III
Ramsés III nació durante la  Dinastía XX de Egipto, de su padre el faraón Sethnajt y su madre la reina Tiy-Merenese. Su padre Setnakhte llegó al trono rescatando a Egipto de las manos de potencias extranjeras. Después de que Ramsés II o Ramsés el Grande sobreviviera a doce de sus hijos, Egipto fue puesto en manos de otros. Setnakhte llevó a Egipto a la Vigésima Dinastía. Se dice que Ramsés III entró en la vida destinada a la realeza y permaneció en la cima de la sociedad y el poder en todo el mundo. Ramsés III gobernó Egipto durante 32 años. Recientemente se había trasladado a  Tebas, Egipto, para celebrar el festival de rejuvenecimiento que ocurre después de que un rey gobierna durante 30 años y que continúa teniendo lugar cada tres años a partir de entonces. Fue en Tebas donde esta gran conspiración se llevó a cabo.

## Conspiración

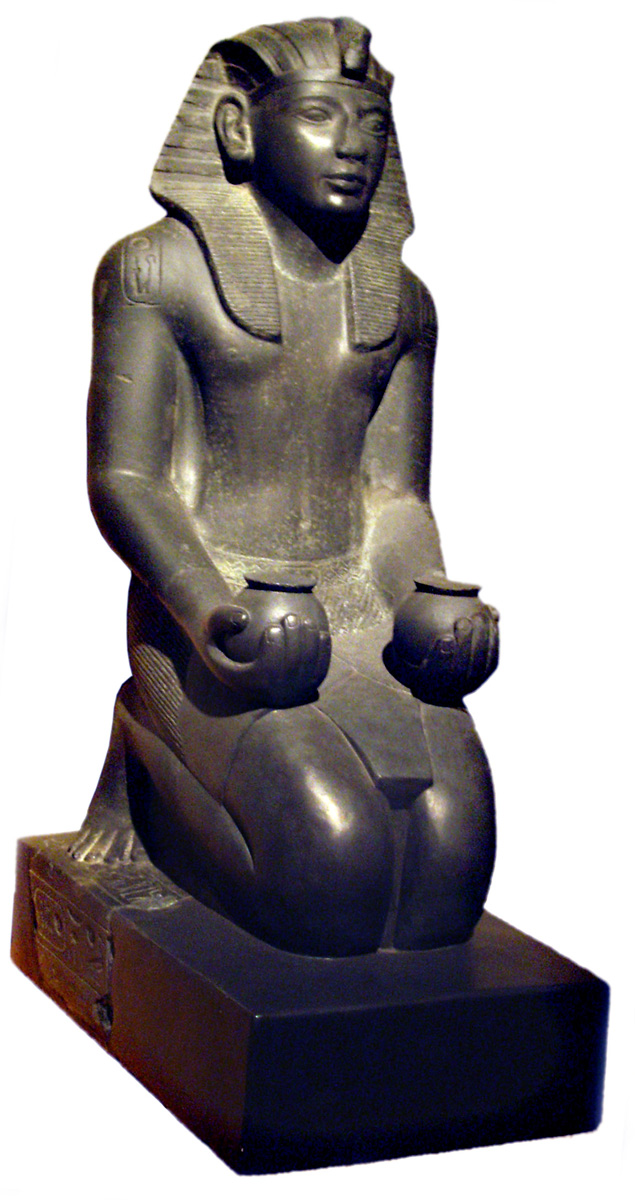
Ramses IV, el heredero designado de Ramsés III

El día 15 del mes 3 de  Shemu 1155 a. C., Ramsés III se encontraba probablemente en el harén real en la Torre Occidental de Medinet Habu cuando se atentó contra su vida. Esta fecha fue elegida por coincidir con la Bella Fiesta del Valle; la conmoción que rodeó el evento fue utilizada en beneficio de los conspiradores.
Una esposa menor del rey, la Reina Tiye, deseaba que su hijo,  Pentaur, tomara el trono sobre Ramses IV, el sucesor elegido. Para lograr esto, Tiye reclutó un grupo de funcionarios de toda la administración, así como sirvientes para ayudar a entregar los mensajes más allá del harén. Tiye también fue capaz de convencer a muchos de estos funcionarios para ayudar a actuar en la doble conspiración. Uno de los jefes de la despensa, Pebekkamen, era responsable de distribuir la información: 

...había comenzado a llevar su palabra a sus madres y hermanos que estaban allí, diciendo: '¡Agiten a la gente! Inciten a la enemistad para rebelarse contra su señor!'

Pebekkamen recibió ayuda de un mayordomo llamado Mastesuria, el supervisor de ganado Panhayboni, supervisor del harén Panouk, y empleado del harén Pendua. Como el harén tenía un acceso muy restringido, Panhayboni buscó al supervisor del tesoro del rey, Pairy, para obtener un pase que permitiera a los conspiradores acceder al rey.
Una vez se pensó que Ramsés III sobrevivió al ataque inicial, solo para morir algún tiempo después. Esto se debe en parte al Papiro Judicial de Turín, que conserva un registro de los juicios de los conspiradores, llevados a cabo bajo su nombre. El documento comienza con:

"Rey Usermare'-Meriamun, hijo de Re": Ramesses] Gobernante de Heliópolis [l.p.h. dijo]... Encargué al supervisor del tesoro Montemtowe; al supervisor del tesoro Pefrowe; al abanderado Kara; al mayordomo Paibese, al mayordomo Kedendenna; al mayordomo Ba'almahar; al mayordomo Peirswene; al mayordomo Dhutrekhnefer; el ayudante del rey Penernute; el secretario Mai; el secretario de los archivos Pre'em-hab; el abanderado de la infantería Hori; diciendo: "En cuanto a los asuntos que el pueblo -no sé quién- ha tramado, ve y examínalos.

Su momia no parecía mostrar signos externos de ninguna lesión y se presumía que su muerte fue natural. Sin embargo, la reciente  tomografía computarizada de su momia revela que su garganta fue cortada hasta el hueso, seccionando la tráquea, el esófago y los vasos sanguíneos, resultando fatal. Este hallazgo confirma la teoría de que el juicio de los conspiradores fue llevado a cabo por Ramsés IV en nombre de su padre, en lugar de por el propio Ramsés III.

## Juicio y resultado
A pesar de tener éxito en el asesinato del rey, el complot no logró colocar a Pentawer en el trono. Es posible que otros miembros de la familia real leales al futuro Ramsés IV reaccionaran rápidamente para superar a los conspiradores. Ramsés IV seleccionó doce magistrados para investigar y juzgar el caso en cinco juicios. Además de los principales conspiradores nombrados anteriormente, aquellos que tenían conocimiento de la conspiración pero no la reportaron fueron arrestados, juzgados y castigados. Veintiocho personas fueron ejecutadas. Entre ellas se encontraban Pebekkamen, Mastesuria, Panhayboni, Panouk, Pentua y Pairy, además de otros oficiales del harén, escribas y oficiales del ejército. A algunos, como Pentawer, se les permitió quitarse la vida. A cuatro, incluyendo a los dos jueces y al capitán de la policía, les cortaron las orejas y la nariz por retozar con las mujeres acusadas. El castigo de la Reina Tiye no está registrado.
La momia conocida como «Hombre desconocido E» es generalmente considerada como un hijo de Ramsés III. El cuerpo no fue embalsamado, sino envuelto en una piel de cabra ritualmente impura y colocado en un ataúd sin inscripción. Los estudios genéticos confirmaron que tiene el mismo cromosoma Y haplotipo (E1b1a) y comparte la mitad de su ADN autosómico con Ramsés III, lo que es consistente con ser su hijo. Parece que esta momia es la de  Pentawere.